# Frieda Hauswirth
Pour les articles homonymes, voir Hauswirth.
Frieda Hauswirth, née le 8 février 1886 à Gstaad et morte le 6 mars 1974 à Davis (Californie), est une écrivaine, peintre et féministe suisse.
Elle est également considérée comme une intellectuelle et militante politique radicale qui a un impact significatif pendant la première moitié du xxe siècle en Amérique du Nord, en Inde, en Angleterre et en Suisse.

## Biographie

### Origines et enfance
Frieda Hauswirth naît le 8 février 1886 à Gstaad, dans le canton de Berne. Elle est originaire de Gsteig, dans le même canton.
Ses parents, Emmanuel Hauswirth et Maria Magdalena née Reuteler, sont paysans. Elle est la cadette d'une fratrie de neuf enfants.
Elle grandit à Gstaad, village où elle se heurte à une forte opposition en raison de son comportement, perçu comme excentrique et inapproprié pour l'époque. Cependant, elle refuse de se conformer à la vie domestique réservée aux jeunes femmes de son temps. Elle aspire à étudier, à apprendre et à découvrir le monde.

### Études
N'étant pas autorisée à suivre les cours de l'école secondaire de Gstaad, Frieda Hauswirth se forme dans une école ménagère à Berne.
En 1903, elle émigre aux États-Unis (Oregon) avec son frère Hermann Hauswirth. Après avoir fréquenté un lycée du soir, elle revient en 1905 dans son village natal. En 1907, elle repart pour les États-Unis et est admise à l'université de Stanford en Californie, où elle obtient en 1910 son baccalauréat ès lettres (Bachelor of Arts) en littérature anglaise.
De 1918 à 1920, elle étudie à la California School of Fine Arts, notamment avec Gottardo Piazzoni (en), et vit entre San Francisco et Maui. De 1925 à 1926, elle suit des cours à l'école des beaux-arts de Fontainebleau.
Durant ses études en Californie, Frieda Hauswirth gagne sa vie notamment comme couturière, domestique et tutrice à l'institut de langue et littérature allemandes de l'université de Stanford.

### Parcours artistique

#### Peinture
À partir de 1920, Frieda Hauswirth se consacre à l'art. Elle peint et dessine souvent, car cela lui permet d'entrer en contact avec les autres. Elle expose ses tableaux au Palace of Fine Arts de San Francisco (1920), à Paris (1926) et au Brooklyn Museum de New York (1930), ainsi que lors d'expositions personnelles montées à New York (1930), San Francisco (1931), Boston, Bangalore (1963) et Londres. Ses sujets de prédilection sont les paysages postimpressionnistes et les scènes de la vie quotidienne en Inde. Son œuvre la plus célèbre est une peinture représentant le Mahatma Gandhi au rouet. Elle rencontre le leader du mouvement indépendantiste en 1927 et réalise à cette occasion l'un des premiers portraits de celui-ci.

#### Écriture

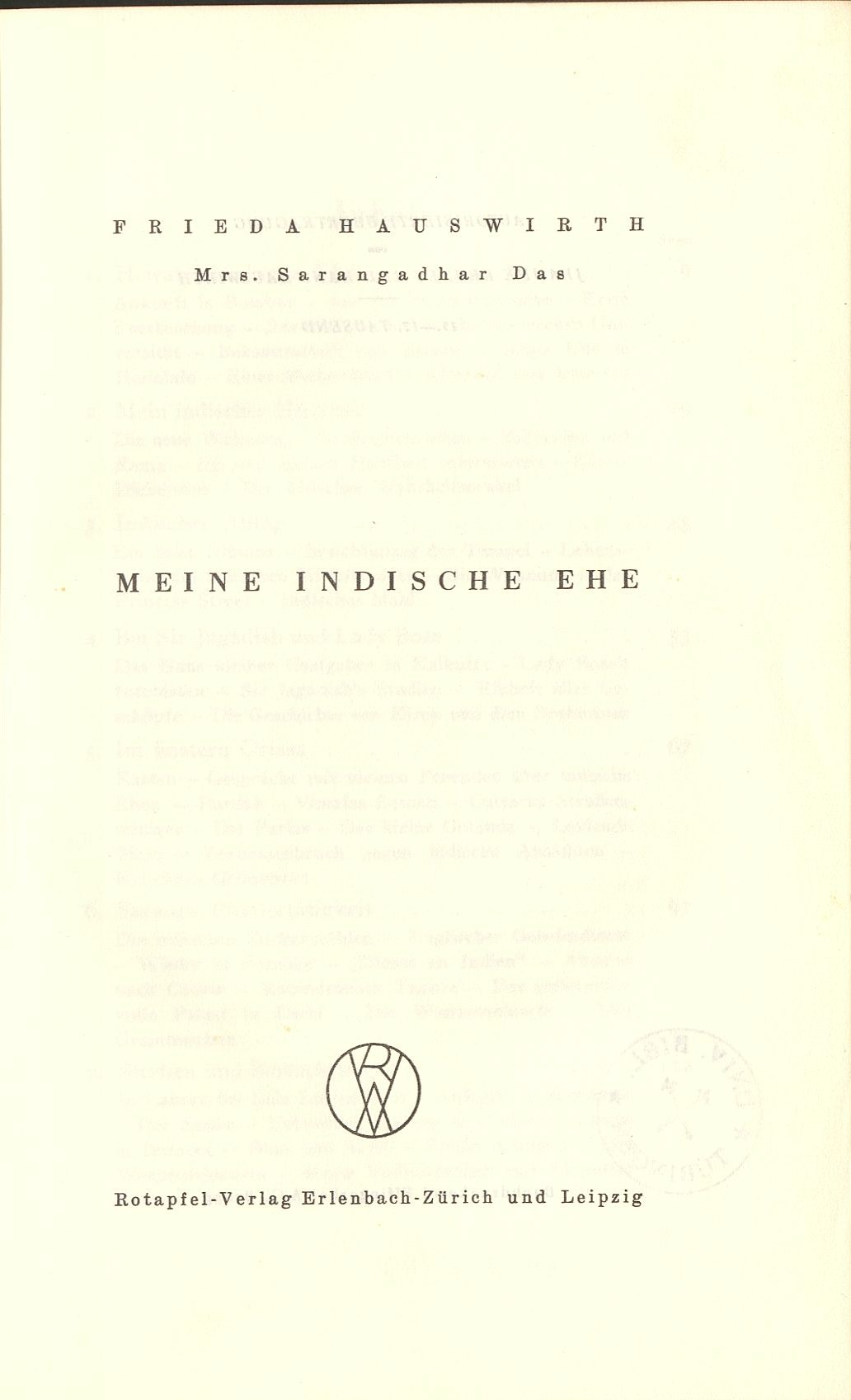
Meine indische Ehe (1933).

En 1930, Frieda Hauswirth publie à New York son premier livre, autobiographique, de ses expériences et de sa vie quotidienne en Inde, intitulé A Marriage to India, qui est traduit en allemand en 1933.
S'appuyant sur ses connaissances directes et sur un grand nombre de sources, elle fait paraître ensuite en 1932 Purdah. The Status of Indian Women, un ouvrage consacré à la situation des femmes indiennes et à leur engagement social et politique, traduit en allemand en 1935.
« Tous les livres de Frieda Hauswirth s’adressent à un public occidental. Elle voulait en finir avec les stéréotypes racistes et impérialistes d’une Inde non civilisée, ainsi qu’avec les clichés romantiques d’un pays pacifique et spirituel » met en avant sa biographe Claire Louise Blaser.
Outre les œuvres susmentionnées, elle écrit cinq romans, qui sont également traduits dans diverses langues européennes et lui valent une renommée internationale.

### Engagements associatifs et politique
Vers 1910, Frieda Hauswirth se lie d'amitié avec des partisans de l'indépendance indienne, tels que Lala Har Dayal (en) et Taraknath Das (en). Entre 1913 et 1914, elle adhère à la section californienne de la Hindusthan Association of America et, lors d'un séjour en Suisse, participe à la création à Zurich de l'organisation révolutionnaire International Pro India Committee. Inquiets à cause de ses liens avec le mouvement anticolonial, les services secrets britanniques commencent à s'intéresser à ses activités en Suisse et aux États-Unis.
Entre 1934 et 1938, elle vit près du Monte Verità à Ascona et fréquente les cercles d'avant-garde.
Frieda Hauswirth milite pour les droits des femmes, critique l'impérialisme occidental ainsi que les missionnaires chrétiens, mais dénonce également certaines coutumes hindoues, le système des castes et la domination masculine dans le pays.
« C’était une femme réfléchie qui relativisait la perspective occidentale, manifestait une forte conscience de classe et remettait en question l’oppression des femmes, autant que le pouvoir colonial. Marginale dans la culture occidentale, elle se sentait plus proche des Indiens que des Britanniques. » déclare Claire Blaser.
Ses publications et ses conférences publiques – qui la conduisent à plusieurs reprises également dans son village natal de Gstaad – font grand bruit notamment en Suisse alémanique et façonnent l'image de l'Inde jusque dans les années 1950. Elle considère son activité comme un travail d'information politique sur l'Inde; à travers ses livres, elle veut faire connaître en Occident les mouvements indépendantistes et féministes indiens. En conséquence, elle prend aussi des positions en contradiction avec les opinions occidentales de l'époque, en affirmant par exemple que le colonialisme britannique a eu des effets plus négatifs que positifs sur l'émancipation des femmes indiennes.

### Vie privée
En 1910, Frieda Hauswirth épouse Arthur Lee Munger, étudiant en médecine. Ils divorcent en 1915.
Deux ans plus tard, elle épouse sur l'île de Maui (Hawaï) l'ingénieur agronome anglo-indien Sarangadhar Das (en), qui fréquente comme elle les milieux cosmopolites, anti-impérialistes et socialistes de Californie.

#### Émigration en Inde
Frieda Hauswirth émigre en Inde avec son second mari en 1920. Au cours des années suivantes, elle visite une grande partie du sous-continent indien. Elle séjourne chez des connaissances appartenant à son vaste cercle d'amitié et entre en contact avec de nombreuses personnalités d'Asie du Sud actives dans la politique, les arts et la société civile, comme Lala Lajpat Rai, combattant hindou pour l'indépendance, Lady Abala Bose, militante pour l'éducation des femmes, et son mari Sir Jagadish Chandra Bose, scientifique et pionnier de la radio, Sarojini Naidu, poétesse et activiste, et Rabindranath Tagore, prix Nobel de littérature.
Elle se sent malgré tout de plus en plus limitée en Inde aux niveaux personnel et professionnel. Avec son époux, ils sont en outre victimes de discrimination de la part à la fois du milieu colonial blanc et de la société de castes hindoue, ce qui joue un rôle déterminant dans leur choix de ne pas avoir d'enfants, car « les enfants issus de mariages mixtes sont aussi dénigrés et dépréciés par les Indiens que par les Européens » écrit-elle dans l’un de ses livres.

#### Départ de l'Inde et divorce
En 1929, désillusionnée et se sentant un poids pour son mari en tant que femme blanche, elle quitte l’Inde. Frieda Hauswirth s’installe alors à Brooklyn, un quartier cosmopolite de New York, tout en continuant à se rendre régulièrement en Inde afin de rendre visite à son mari qui joue un rôle dans la rédaction de la constitution de l’Inde indépendante. En 1938, Frieda Hauswirth divorce avec Sarangadhar Das.
Elle s'installe ensuite en Californie, où elle gagne sa vie principalement comme peintre, tout en séjournant pendant de longues périodes en Inde, en Italie et au Mexique.

## Mort et succession
Frieda Hauswirth meurt le 6 mars 1974 à Davis (Californie).
Une amie américaine transfère sa succession à Genessey en 1991, mais cette amie reste presque oubliée aux États-Unis.

## Publications
- (en) A Marriage to India, Hutchinson, 1931, 287 p. (lire en ligne)
- (en) Leap-home and Gentlebrawn, J.M. Dent and sons Limited, 1932, 260 p. (lire en ligne)
- (all) Hanuman : eine erzählung von den heiligen Affen Indiens, Rotapfel, 1932, 303 p.
- (en) Into the Sun, J.M. Dent & Sons, 1933, 311 p.
- (all) Die Lotosbraut, 1937
- (all) Allmutter Kaweri, 1938
- (sv) Till Brahmas källa, H. Ȧsbrink, 1939, 355 p.
- (cs) Moje indické manželství, Nákl. Ceské grafické Unie, 1942, 194 p.
- (all) Neue Flammen aus alter Glut, 1957
- (en) Purdah : The Status of Indian Women, Ess Ess Publications, 1979, 289 p. (lire en ligne)

### Fonds d'archives
- Altes Archiv der Gemeinde Saanen, Saanen, Fonds.
- Museum der Landschaft Saanen, Saanen, Images.